# 크로우: 구원의 손길
《크로우 - 구원의 손길》(The Crow: Salvation)은 독일에서 제작된 바랫 낼러리 감독의 2000년 액션, 범죄, 판타지, 스릴러 영화이다. 커스틴 던스트 등이 주연으로 출연하였고 제프 모스트 등이 제작에 참여하였다.

## 출연

### 주연
- 커스틴 던스트
- 에릭 마비우스

### 조연
- 조디 린 오키프
- 윌리암 아서톤

## 기타
- 원작자: 제임스 오바
- 미술: 메이라 제반
- 특수효과: 토머스 C. 레이논
- 배역: 존 팝시데라